# Etapa danesa de la Guerra de los Treinta Años
La etapa danesa de la Guerra de los Treinta Años se refiere al período comprendido entre 1625 y 1629 dentro de este conflicto europeo, donde, aunque hubo luchas en otras partes del Sacro Imperio Romano, predominó el enfrentamiento bélico entre el Reino de Dinamarca y el bando imperial, este último conformado principalmente por la Casa de Habsburgo y la Liga Católica. Esta etapa de la guerra de los Treinta Años es llamada también la Guerra contra el Emperador en Dinamarca.
Aunque el rey Cristián IV de Dinamarca entró a la guerra ostentando defender las causas protestante y palatina, derrotadas al ser suprimida la Revuelta bohemia, su tardía participación reveló sus intereses dinásticos, que apuntaban al control del Círculo de Baja Sajonia. El emperador Fernando II de Habsburgo recurrió una vez más a los ejércitos de la Liga Católica, liderada por el duque Maximiliano I de Baviera, para defender su autoridad en el Imperio; no obstante, también contrató a Albrecht von Wallenstein, quien formó un ejército al servicio imperial. En 1626, las fuerzas danesas son derrotadas en la Batalla de Lutter, y en 1627, las fuerzas imperiales ocupan completamente Jutlandia. No obstante, el Rey danés forma una alianza con el rey de Suecia, Gustavo II Adolfo, y luego de que ambos bandos se muestren incapaces de avanzar más allá de sus posiciones actuales, firman la Paz de Lübeck en 1629, concluyendo la participación danesa en la guerra de los Treinta Años.
Al igual que en la revuelta bohemia, las Provincias Unidas e Inglaterra apoyararon financieramente y ayudaron a reclutar soldados para los enemigos de los Habsburgo, aunque ambos Estados no participaron directamente en la guerra. De la misma manera, el príncipe Gabriel Bethlen de Transilvania continuó amenazando las posesiones de los Habsburgo al sureste del Imperio, tal como lo hizo durante la revuelta, y junto con las acciones bélicas del conde Ernesto de Mansfeld y del duque Cristián de Brunswick, también paladines de la campaña anterior, contribuyó a dar una sensación de continuidad al conflicto en el Imperio.

## Antecedentes

### Los paladines del Palatinado
Luego de la Campaña del Palatinado, que culminó con la derrota de las fuerzas palatinas ante el bando imperial, los ejércitos protestantes del conde Ernesto de Mansfeld y del duque Cristián de Brunswick se retiraron a las Provincias Unidas, actuales Países Bajos, donde lucharon brevemente en la guerra de los Ochenta Años contra España. A finales de octubre de 1622, Mansfeld y seis mil hombres fueron enviados a la Frisia Oriental, a fortalecer una guarnición neerlandesa en Emden. Rápidamente la región fue llevada a la ruina por los hombres de Mansfeld, que saquearon sistemáticamente la campiña. El duque Cristián llegó en enero de 1623 con 7 mil soldados, pero luego de repetidos roces con Mansfeld, partió hacia la Baja Sajonia, donde se encontraba el obispado de Halberstadt, que administraba.
Mientras tanto, se abrían las vías diplomáticas para restaurar a Federico V en el Palatinado, quien se encontraba exiliado en las Provincias Unidas. Como paso previo, su suegro, el rey inglés Jacobo I, ordenó la rendición de Frankenthal; por su parte, el emperador Fernando II ordenó una tregua en todo el Imperio, y pidió a la archiduquesa Isabela de los Países Bajos que organizace una conferencia para decidir que hacer con el asunto palatino. No obstante, la presencia de Mansfeld era una amenaza para los Habsburgo, y Fernando no estaba dispuesto a mejorar sus términos ante Federico a menos que dicha amenaza fuese eliminada. Por su parte, la Francia del Cardenal Richelieu temía por el fortalecimiento de España en Italia, y envió seis mil reclutas a Mansfeld en junio de 1623, aumentando el número de tropas en Frisia Oriental a 20 mil, con la intención de mantener distraído a los Habsburgos austríacos, para evitar que ayudasen a sus primos españoles.
La entrada de Cristián de Brunswick a la Baja Sajonia fue motivo de preocupación para los protestantes de la zona; en 1620, el Emperador había prometido que no intentaría recuperar por la fuerza los obispados de la Iglesia católica que habían sido secularizados, siempre y cuando sus administradores luteranos no se rebelasen contra él. Este acuerdo, llamado la garantía de Mülhausen, ahora estaba en peligro por la presencia de un ejército rebelde en el norte del Imperio. El Rey de Dinamarca, Cristián IV, tenía intereses dinásticos en la región, y envió tropas para mantener al duque Cristián, quien también era su sobrino, alejado de Bremen. No obstante, este último fue salvado en marzo de 1623, cuando sus familiares consiguieron que el Círculo de Baja Sajonia lo contratara por tres meses para resguardar su neutralidad. El duque Cristián aprovechó el dinero y el tiempo para formar un ejército de 21 mil hombres.
Esto era más de lo que el Emperador y sus aliados podían soportar; el Conde de Tilly se encontraba al sur reorganizando las tropas de la Liga Católica, unas 15 mil, y en mayo recibió al Conde de Collalto, quien comandaba ocho mil imperiales bohemios; juntos se movilizaron a la frontera de la Baja Sajonia en junio, y luego recibieron al Conde Anholt, quien llegó con doce mil soldados más. Al este, el elector Juan Jorge I de Sajonia movilizó su propio ejército a su frontera para evitar que Cristián de Brunswick, intentase escabullirse por allí. Antes de usar la fuerza, Fernando le ofreció una amnistía a Brunswick, así como la posibilidad de conservar su cargo de Obispo de Halberstadt, pero este la rechazó, argumentando que debía perdonar también a todos los rebeldes, incluyendo a los exiliados bohemios; el Emperador entonces ordenó a los príncipes de la Baja Sajonia que ayudaran a Tilly a someter a Cristián de Brunswick. El 16 de julio, este último rompió las negociaciones y empezó su retirada al oeste, al percatarse de lo frágil de su situación. El 6 de agosto, el ejército rebelde fue alcanzado por Tilly en Stadtlohn; acorralado frente al río Berkel, las fuerzas de Cristián fueron mermadas, y perdió una gran cantidad de oficiales, pero él logró escapar a las Provincias Unidas con 5.500 hombres.
Mansfeld y Cristián se reunieron de nuevo en la Frisia Oriental en enero de 1624, los ejércitos de ambos eran una sombra de lo que eran hace un año pero seguían siendo una carga para la región, por lo que el príncipe local, el duque de Oldemburgo, gustosamente aceptó un préstamo neerlandés para pagar la desmovilización de los rebeldes. Finalmente, desde 1618, el Imperio se encontraba en paz, pero este estado duraría poco, los paladines protestantes continuaban activos, aunque temporalmente sin ejércitos; el asunto del Palatinado no había sido resuelto de manera satisfactoria para las Provincias Unidas, Inglaterra y Francia; y las reformas católicas de los Habsburgo en el Imperio estaba llevando a una centralización del poder en Viena, alarmando a los príncipes protestantes; finalmente, la llegada de un ejército imperial a la Baja Sajonia puso en alerta al Rey de Dinamarca, quien tenía sus propios intereses en la región.

### El Rey de Dinamarca
Después de la Guerra del Conde, y a diferencia de los Habsburgo, los reyes daneses obtuvieron control directo sobre la mitad de sus posesiones en Dinamarca, minimizando el papel que el Consejo privado y la nobleza ejercían sobre el gobierno; la confiscación de las tierras de la Iglesia Católica, que fue reemplazada por la Luterana, dieron mayor poder al monarca; y los impuestos aduaneros cobrados a los navíos que cruzaban por el Sund dieron gran autonomía fiscal al Rey, convirtiendo a Cristián IV en el tercer hombre más rico de Europa, después del duque Maximiliano I de Baviera, líder de la Liga Católica, y la duquesa Sofía de Mecklemburgo-Güstrow, madre del rey danés.
El interés de Dinamarca en los asuntos del Imperio precede al rey Cristián IV; la dinastía gobernante, la Casa de Oldemburgo, era una familia de origen alemán, que todavía tenía presencia relevante en el Imperio en el inicio de la intervención danesa; además, el Rey de Dinamarca era también duque de Holstein, y por lo tanto era un príncipe imperial. Aunque la política de dominium maris baltici era primaria en la geopolítica danesa, el consolidar su posición en el Imperio era visto por Cristián como una necesidad para intimidar a sus rivales suecos, quienes podrían querer incursionar allí, como efectivamente sucedió en la etapa sueca de la guerra de los Treinta Años.
Cristián IV también tenía intereses dinásticos inmediatos para intervenir en el Imperio; al contar con tres hijos varones que superaron la adolescencia, el rey danés fue influenciado por el sentido de responsabilidad paternal que el Luteranismo inculcaba, y se esforzó en asegurarse que sus hijos consiguiesen cargos en el Imperio acordes a su dignidad real. En 1603, las tropas danesas ocuparon Bremen, y aunque la Corte Imperial de Justicia ordenó que la ciudad fuese desocupada en 1618, para el momento de su intervención en el Imperio ya había logrado que sus hijos menores, Federico y Ulrico, fuesen nombrados obispos de Verden y de Schwerin, respectivamente. Incluso después de finalizada su participación en la guerra contra el Emperador, Cristián no renunció a Bremen, y en el momento de la participación sueca, logró que Federico finalmente fuese electo administrador de dicho arzobispado.
La llegada del duque Cristián, y los condes Mansfeld y Tilly al norte de Alemania atentaba contra los intereses del monarca danés, y lo motivó entonces a prepararse para intervenir con un ejército. En marzo de 1625, el rey Cristián se postuló al cargo de coronel del Círculo de la Baja Sajonia, esta posición le permitiría recolectar tropas bajo el propósito constitucional de defender a los Estados miembros de la región, pero también podría usarlas para intimidarlos y forzar la elección de sus hijos menores a obispados vacantes en la Baja Sajonia y Westfalia. Los príncipes bajo-sajón no estaban dispuestos a dar tanto poder a Cristián, y en su lugar eligieron al sobrino de este, el duque Federico Ulrico de Brunswick-Wolfenbüttel, quien también era hermano mayor de Cristián de Brunswick. A pesar de su relación con los dos belicosos Cristián, Federico Ulrico se sentía intimidado por la autoridad imperial, y no iba a arriesgarse apoyando las campañas militares de sus parientes. Cristián de Dinamarca lo obligó entonces a renunciar, y la elección se repitió en mayo, con un resultado favorable para él. Con este cargo, reclutó siete mil hombres, que fueron integrados al ejército danés ya movilizado, unos 20 mil hombres, y en junio partieron de Holstein hacia Nienburg.
El rey Cristián no contaba con el apoyo de su nobleza en esta intervención militar, por lo que tuvo que pagar a sus soldados de su bolsillo; consciente de que el conflicto podría alargarse, en enero había buscado ayuda en La Haya, donde Federico del Palatinado se encontraba exiliado. Para junio, contaba con un prometedor subsidio inglés, la prometedora primera parte de una ayuda aún mayor; no obstante, para el final de 1625, las negociaciones en La Haya no habían llegado a conseguirle ayuda sustancial, y se encontró aislado incluso en la Baja Sajonia, donde los mismos príncipes que lo había electo empezaron a darle la espalda bajo presión imperial. El 7 de mayo, el emperador Fernando ordenó a los príncipes de la Baja Sajonia que no prestasen apoyo a los daneses, y al mismo tiempo autorizó a Tilly que movilizase a la Liga Católica contra sus enemigos. El 27 de julio, se inclinó de nuevo por la diplomacia, y confirmó públicamente la garantía de  Mülhausen. Dos días después, Tilly ocupó Holzminden y Hoxter, dos cruces del Weser que Cristián de Dinamarca podía tomar si quisiera seguir al sur. Los daneses se concentraron en Hamelín, en la ribera norte del río; el 30 de julio, el rey Cristián se cayó de su caballo y perdió el conocimiento mientras inspeccionaba sus defensas, corriéndose el rumor de que había estado ebrio.
El Rey de Dinamarca se recuperó, pero estuvo inactivo militarmente por dos meses, plazo durante el cual, se mantuvieron las negociaciones. El elector Juan Jorge de Sajonia preparó entonces una conferencia de paz en Brunswick, en la que el Emperador se mostró dispuesto a ratificar una vez más la garantía de Mülhausen y la Paz de Augsburgo a cambio de que los daneses abandonasen el Imperio primero. Cristián y sus hombres ya se habían retirado a Verden, y para ese momento la mayoría de sus aliados bajo sajones se habían desmovilizado; no obstante, lejos estar considerando hacer la paz, el monarca danés seguía negociando con los neerlandeses y los ingleses en La Haya, quienes para diciembre le habían prometido 35 mil libras al mes. Con este subsidio, Cristián empezó a reclutar ejércitos germanos, con la ayuda del margrave Jorge Federico de Baden-Durlach, quien al igual que el conde Mansfeld y el duque Cristián, fue un paladín protestante en la Campaña del Palatinado.
Para esa fecha Mansfeld se encontraba de nuevo en el Imperio con un ejército, había reunido a siete mil hombres pagados por Inglaterra en las Provincias Unidas; aunque el plan inglés era que subiese el río Rin hasta el Palatinado Renano, que liberaría para Federico V; prefirió quedarse en los Países Bajos, y participó en el Sitio de Breda, que cayó ante los españoles en junio de 1625. En octubre se movió al norte de Westfalia con diez mil soldados para apoyar al rey danés; Cristián de Brunswick hizo lo mismo con tres regimientos de caballería. Tilly estaba demasiado débil entonces para hacerle frente, la plaga y las escasez de suministros habían mermado sus números, era claro que solo no podría derrotar a los daneses.

### Wallenstein: la respuesta imperial
Albrecht von Wallenstein nació en el seno de una familia bohemia y calvinista en 1583, aunque miembro de la nobleza, el señorío que heredó era pequeño e insignificante políticamente. Luchó dentro de los ejércitos de los Habsburgo en la Guerra larga de 1593 contra los turcos otomanos, al final de la cual se convirtió al catolicismo aparentemente para impulsar su carrera. En 1609 se casó con una rica viuda, que murió prematuramente ante la peste y le dejó una herencia de 400 mil florínes. En 1615 era un coronel del ejército de Moravia, y cuando esta provincia se unió a la revuelta bohemia en 1619, Wallenstein se mantuvo fiel al emperador Fernando II. Una vez acabados los combates en Bohemia, se quedó en la provincia, y participó en la acuñación de monedas con menos plata de lo reglamentado, actividad fraudulenta promovida por el gobernador Carlos de Liechtenstein, que convirtió a los acuñadores, entre ellos Wallenstein, en los hombres más ricos del Imperio, y que ocasionó una escalada inflacionaria que emprobeció a los bohemios. Wallenstein también participó en la confiscación de tierras a los rebeldes, y combinando esta actividad con la de acuñar moneda pobre, hizo inteligentes transacciones inmobiliarias que le permitieron controlar 1.200 km² de tierras en el noreste de Bohemia. Además, prestó 1.6 millones de florines al Emperador, cantidad que este último difícilmente podía pagar, por lo que en marzo de 1624 lo nombró Príncipe de Friedland. Luego se casó con la hija del Conde Harrach, miembro del Consejo privado Imperial, quien también era cercano a Hans Ulrich von Eggenberg, mano derecha de Fernando.
En 1623, Wallenstein fue promovido a mayor general luego de ayudar a repeler un ataque de Gabriel Bethlen, príncipe transilvano. Con este rango, se ofreció a formar un ejército al servicio directo del Emperador, pero no fue hasta abril de 1625 que empezaron las negociaciones, y en junio se le encomendó reclutar 18 mil soldados de infantería y 6 mil de caballería. El tamaño de esta fuerza igualaba a la de Tilly, lo cual no era coincidencia, ya que Fernando no quería que su contribución a la guerra contra Dinamarca fuese vista como secundaria. Para 1626, Wallenstein contaba con una fuerza efectiva de 16 mil hombres, la cual no obstante fue considerada indisciplinada por el embajador español, Francisco de Moncada, quien comunicó a su Rey que el Emperador seguía dependiendo fuertemente de la Liga Católica. El general bohemio procedió entonces a expandir sus fuerzas energéticamente, llegando a tener mando sobre 70 mil soldados a finales de año, duplicando la fuerza que Tilly tenía en ese momento.

## Combates

Maniobras militares durante 1626, las banderas indican la pertenencia de los pueblos.

1626 fue el año en que el príncipe Gabriel Bethlen, el duque Cristián y el conde Mansfeld lanzarían sus últimas campañas contra los Habsburgo, siendo esta vez definitivamente derrotados. El rey danés, Cristián IV, también sufriría una derrota decisiva en Lutter, de la que no se recuperaría, si bien lograría mantenerse en la guerra por tres años más. El Emperador tendría que hacer frente simultáneamente  a una revuelta campesina en Austria, la cual aplastaría ese mismo año.

### El duque Cristián y Mansfeld son vencidos en la Baja Sajonia
En marzo de 1626, el Rey de Dinamarca ratificó el subsidio anglo-neerlandés, presionado por la llegada de Wallenstein a la región. Para mayo, había concentrado los 20 mil hombres con los que contaba en Wolfenbüttel, presionando a los nobles locales a que no tomasen acción contra él, y al mismo tiempo dividiendo las fuerzas de la Liga Católica y de Wallenstein. Wallenstein estaba al sureste, en Halberstadt, mientras que Tilly se encontraba al suroeste en el Weser, a la altura de los montes Harz. Cristián envió al duque Juan Ernesto de Weimar hacia Osnabrück para distraer a Tilly, simultáneamente, el duque Cristián concentró sus fuerzas en Gotinga, listo para saltar hacia Hesse, territorio de donde la Liga Católica obtenía fondos para su ejército. A pesar de la amenaza contra Hesse, Wallenstein quería que Tilly cruzara los montes Harz y juntos se encargaran del rey Cristián; el general de la Liga Católica se negó, y fue una de las razones por las que Wallenstein presentó su renuncia al Emperador seis veces a inicios de 1626, siendo rechazada siempre. De todas maneras, la llegada de Mansfeld a Lauenburgo con doce mil soldados lo obligó a regresar hacia el Elba, ya que corría el riesgo de que este nuevo ejército rebelde cortase las líneas de suministro imperiales y llevase la guerra a Brandeburgo. Por su parte, Cristián IV envió un pequeño contingente danés al mando del general Fuchs, quien avanzó por la ribera oeste del Elba, en paralelo a Mansfeld, quien hacía lo mismo desde la ribera este.
Sin dificultad, Wallestein logró hacer que Fuchs se replegase, pero no se atrevió a cruzar el Elba, ya que las órdenes del Emperador se lo prohibían; no obstante, luego se enteró de que la guarnición imperial en Dessau, al mando de Johann von Aldringen, estaba siendo hostigada por Mansfeld. Si esta ciudad caía, los rebeldes controlarían el único cruce del Elba desde Dresde, al sur, hasta Magdeburgo, al norte, e interrumpirían la llegada de suministros para Wallenstein desde Bohemia. El 24 de abril, Wallenstein llegó a Dessau, ahora los defensores contaban con 14 mil hombres contra los 7 mil del ejército rebelde. Al día siguiente, Mansfeld atacó con sus inferiores fuerzas al pueblo, pero un contraataque de Wallenstein, que había estado oculto en un bosque cercano, hizo huir a su caballería, y su infantería se rindió. Aunque Mansfeld y el resto de su ejército huyeron a Havelberg, el comandante imperial quedó con la sensación de que la derrota rebelde en la Batalla de Dessau había sido tal, que no tendría que preocuparse por los primeros por un tiempo largo, y partió hacia Gotinga a reunirse con Tilly.
Mientras tanto, al oeste, Tilly había estado lidiando solo con los daneses. Primero envió al conde Anholt hacia Osnabrück, para que se encargase de Juan Ernesto de Weimar. Luego empezó a tomar posiciones para hacer que el duque Cristián de Brunswick se retirase. Abruptamente, el duque enfermó y se retiró a Wolfenbüttel, donde murió el 16 de junio, a los 26 años. Dos semanas después, Wallenstein llegó a Gotinga, e iniciaron los preparativos para un asalto combinado de sus fuerzas contra el rey danés. Mansfeld no permitió que esta unión de fuerzas se consolidase, ya que rápidamente reconstruyó su ejército hasta llegar a los diez mil hombres, y luego de recibir otros siete mil al mando de Juan Ernesto de Weimar como apoyo de Cristián IV, partió hacia Silesia pasando al norte de Berlín. La milicia silesiana, que respondía a los Habsburgo, fue derrotada fácilmente por los rebeldes, quienes ahora se dirigieron hacia la Alta Hungría, con la idea de unirse a Gabriel Bethlen, el príncipe de Transilvania, quien era un rival de los Habsburgo por la Corona de Hungría, y además recientemente se había casado con la hermana del Elector de Brandeburgo. Wallenstein partió entonces contra Mansfeld con 20 mil soldados, cruzando Sajonia y evitando Brandeburgo, para no provocar al Elector, que dudaba si debía mantenerse neutral o apoyar a los rebeldes; avanzando a mucha velocidad, la fuerza rebelde cometió un error estratégico al alejarse de sus líneas de suministro danesas, y cuando los imperialistas llegaron a Silesia, quedó atrapada en los Montes Tatras, dependientes del apoyo de Bethlen.

### Derrota de Dinamarca
El rey Cristián IV de Dinamarca había permanecido inactivo en Wolfenbüttel, enviando refuerzos al este o al oeste, y mientras tanto intentaba convencer a otros príncipes germanos que se uniesen a su causa. Tilly fue sometiendo las guarniciones danesas desde Gotinga, subiendo hasta donde se encontraba el rey danés. A inicios de julio, Münden fue asaltada por las tropas de la Liga Católica, que entre combates y saqueos asesinaron a más de la mitad de los 2.500 habitantes. El 27 de julio, Gotinga cayó ante Tilly, luego de que este cortara sus suministros de agua. A Cristián solo le quedaba Northeim, por lo que se dirigió con su ejército a reforzarla, en ese momento llegó Aldringen con 4.300 imperialistas para reforzar a Tilly. El rey danés dio entonces marcha atrás hacia Wolfenbüttel, pero debido a los vagones de carga fue alcanzado en la mañana del 27 de agosto en Lutter am Barenberge.
Los daneses y los imperialistas contaban con veinte mil tropas cada uno, aunque los primeros contaban con un poco más de artillería. Los ejércitos se desplegaron en un amplio valle justo antes de Lutter, separados por un arroyuelo y rodeados por un bosque. Al iniciar la tarde, Anholt atacó el ala izquierda danesa, el Rey se encontraba atrás coordinando el paso de los vagones de carga y aparentemente no había dejado a alguien a cargo; entonces el príncipe Felipe, hijo del landgrave Mauricio I de Hesse-Kassel, atacó el ala izquierda del bando imperialista sin órdenes superiores, con la intención de capturar la artillería pesada enemiga, que había sido colocada muy cerca del frente. Mientras tanto, destacamentos imperialistas rodearon a los daneses a través de los bosques intentando atraparlos. Los rebeldes resistieron por un tiempo, pero luego tuvieron que retirarse, exponiendo el centro de su formación, que fue derrotado, perdiéndose la artillería. Con la batalla perdida, la escolta real danesa entró al campo de batalla, manteniendo un paso abierto para que las dos últimas líneas de la infantería escapasen, pero la primera tuvo que rendirse. El ejército danés sufrió 3 mil muertos, incluyendo al príncipe Felípe y al general Fuchs, 2.500 capturas y 2 mil deserciones. Cristián perdió toda su artillería y casi todos sus vagones, incluyendo dos repletos de oro. Por su parte, Tilly contabilizó 700 bajas entre muertos y heridos.
Los daneses se retiraron en dirección a Verden, quemando varias villas en su camino, y abandonando posiciones como Hanóver, pero reteniendo Wolfenbüttel. Tilly rápidamente ocupó el arzobispado de Bremen, y presionó militarmente al Elector de Brandeburgo para que reconociese a su Señor, Maximiliano, como Elector de Baviera. El general católico quería seguir persiguiendo al rey danés, pero la Baja Sajonia ya había sido saqueada por los ejércitos que antes la habían ocupado, y no podía alimentar a su ejército, que estaba exhausto como para continuar hacia el norte.
El Emperador Fernando se preparó entonces para organizar una conferencia de paz en Colmar, estableciendo como condiciones que Federico del Palatinado renunciase definitivamente a sus pretensiones a la Corona Bohemia, y que aceptase a Maximiliano de Baviera como Elector, título que sería revertido al Palatinado al morir este. La paz se veía cercana, no obstante, la demanda imperial de pago de reparaciones de guerra por parte del conde palatino hizo fracasar las conversaciones de paz. De esta manera, las esperanzas daneses de finalizar el conflicto sin sufrir mayores derrotas se vio frustrada, y el rey Cristián tuvo que prepararse para defender Jutlandia.
Luego de que se suspendiesen las operaciones durante el invierno de 1626-27, Cristián recibió cinco mil auxiliares ingleses y neerlandeses que fueron desplagados entre Nienburg y Wolfenbüttel. El ejército principal, unos quince mil hombres, fue estacionado en Lauenburgo del Elba. Otros diez mil soldados daneses fueron estacionados en Havelberg, al este, al mando del margrave Jorge Federico. No obstante, entre Hamburgo y el mar Báltico, solamente la milicia de Holstein y un castillo en Trittau defendían la entrada a la península danesa.

### Revuelta campesina en Austria
La Alta Austria había quedado bajo administración bávara al finalizar la Revuelta bohemia, como método de pago del Emperador Fernando II al duque Maximiliano de Baviera. La consecuente recatolización de los territorios había causado malestar en la población, especialmente porque los pobladores sentían que sus gobernantes estaban más enfocados en convertirlos al catolicismo que en dar solución a sus problemas, los efectos de la hiperinflación de 1622 seguían vigentes. El granjero Stefan Fadinger y su cuñado Christoph Zeller planificaron el alzamiento, que estalló el 17 de mayo de 1626 en Lembach im Mühlkreis. En poco tiempo lograron movilizar 40 mil milicianos, aunque no lograron atraer el apoyo de los nobles protestantes, lo que en práctica se tradujo como ausencia de caballería y artillería. El gobernador bávaro, Adam von Herberstorff, partió desde Linz con un ejército a hacerles frente, pero fueron emboscados por Zeller el 21 de mayo en Peuerbach, muriendo casi todos los soldados, aunque el gobernador logró escapar a Linz.
El 25 de mayo, Herberstorff inició negociaciones de paz con la esperanza de recibir refuerzos, ya que ni siquiera en la capital de la provincia se sentía seguro ante la población hostil. Fadinger y Zeller mientras tanto viajaron por la campiña altaaustríaca buscando más apoyo, pero murieron en una emboscada. El noble Achaz Wiellinger, uno de los pocos se sumó a la revuelta, tomó entonces el mando. El 18 de septiembre, 8 mil reclutas cruzaron la frontera austríaca desde Baviera, enviados por Maximiliano, pero tuvieron que retirarse por el hostigamiento de los campesinos rebeldes. El general de la Liga Católica Gottfried von Pappenheim llegó entonces con 4750 soldados, y entró a Linz el 4 de noviembre, luego se dirigió al sur, donde se enfrentó directamente a los rebeldes, derrotándolos decisivamente en una serie de cuatro batallas donde cobró doce mil vidas enemigas. Cien líderes de la revuelta fueron arrestados, incluyendo a Wiellinger, quien fue ejecutado junto con el cadáver de Fadinger, que fue exhumado para la ocasión.
A pesar del fracaso, la revuelta logró suspender el proceso de recatolización hasta 1631.